# مایکل برو (بازیکن فوتبال)
مایکل برو (انگلیسی: Michael Brough؛ زادهٔ ۱ اوت ۱۹۸۱) بازیکن فوتبال اهل بریتانیا است.
از باشگاه‌هایی که در آن بازی کرده‌است می‌توان به باشگاه فوتبال منزفیلد تاون، باشگاه فوتبال دارلینگتون، باشگاه فوتبال سالزبری سیتی، باشگاه فوتبال تورکی یونایتد، باشگاه فوتبال هروگیت تاون، باشگاه فوتبال استیونج، باشگاه فوتبال اسپالدینگ یونایتد، باشگاه فوتبال فارست گرین راورز، باشگاه فوتبال نوتس کانتی، و باشگاه فوتبال گایزلی اشاره کرد.
وی همچنین در تیم ملی فوتبال زیر ۲۱ سال ولز بازی کرده‌است.